# Fundación SCP
La Fundación SCP es una organización ficticia dedicada a la investigación de fenómenos paranormales. Pertenece al universo de ficción colaborativa registrado en el sitio web homónimo. Dentro del entorno de la página, la Fundación SCP es la responsable de localizar y contener a individuos, entidades, ubicaciones y objetos que violan la ley natural (referidos como SCP). La web es redactada por comunidades de usuarios e incluye elementos de diversos géneros tales como horror, ciencia ficción y fantasía urbana. Las entradas incluyen procedimientos de contención adecuados para las entidades paranormales que alberga la fundación, y relatos cortos sobre eventos relacionados con la actividad que realizan. También ha inspirado obras derivadas, tales como el videojuego independiente SCP: Containment Breach. 

## Información general
En su universo ficticio, la Fundación SCP es una organización secreta con el objetivo de contener y estudiar individuos, entidades, lugares, objetos y fenómenos anómalos que desafían la ley natural (denominados como "objetos SCP" o coloquialmente como "SCPs"). Si no se contuvieran, los SCP representarían una amenaza para los humanos o, al menos, para el sentido de la realidad y la normalidad de la humanidad.
La Fundación SCP mantiene en secreto la existencia de los objetos SCP para evitar un pánico masivo y permitir que la civilización humana funcione normalmente. Cuando un SCP es descubierto, la Fundación SCP despliega agentes para recolectar y transportar el SCP a una instalación de la Fundación, o para contenerlo en la ubicación del descubrimiento si transportarlo no es posible. Una vez que los SCP son contenidos, son estudiados por científicos de la Fundación. Sujetos de prueba adquiridos por la Fundación (denominados como "personal de clase D") se utilizan para interactuar con los SCP peligrosos debido al peligro que representan esos SCP y la prescindibilidad del personal de clase D.
La Fundación SCP mantiene documentación sobre todos los SCP bajo su custodia, esta puede incluir informes y archivos relacionados. Estos documentos describen a los SCP e incluyen instrucciones para mantenerlos contenidos de manera segura.
La sigla significa Special Containment Procedures (Procedimientos Especiales de Contención), además de hacer referencia al lema Secure, Contain, Protect (Asegurar, Contener, Proteger, generalmente traducido como Seguridad, Contención, Protección).

### Ejemplos de SCPs
- SCP-096: Es una criatura humanoide que mide aproximadamente 2,38 metros de altura. El sujeto muestra muy poca masa muscular, el análisis preliminar de la masa corporal sugiere de desnutrición leve. Los brazos están totalmente fuera de proporción con el resto del cuerpo del sujeto, con una longitud aproximada de 1,5 metros cada una. La piel, en su mayoría, carece de pigmentación, y no hay indicios de ningún vello corporal. Suele ser dócil, pero cuando se le mira directamente a la cara (o también a una foto de su rostro), empezará a llorar por un periodo de tiempo entre 1 y 2 minutos. Terminado esto, se levantará y comenzará a correr a quien le observó el rostro para matarlo. Una vez esté en ese estado, será imposible pararlo.
- SCP-173: Una escultura construida de hormigón y barras de refuerzo con trazos de pintura en aerosol marca Krylon. SCP-173 está animado y es extremadamente hostil. El objeto no se puede mover mientras esté dentro del campo de visión directa de alguien. El contacto visual hacia SCP-173 no se debe romper en ningún momento. Si en algún momento dejas de mirarlo, te matará rompiéndote el cuello.
- SCP-294: Una máquina expendedora de café que puede dispensar cualquier cosa que haga o pueda existir en forma líquida, incluyendo, en ocasiones, conceptos abstractos. Independientemente de las propiedades de la sustancia elegida, las copas de poliestireno de la máquina parecen no sufrir daños por las sustancias dispensadas en ellas.
- SCP-426: Soy una tostadora a la que solo se me puede hacer referencia en primera persona.
- SCP-999: Una criatura gelatinosa  de color naranja parecida al moho de limo que huele similar a lo que sea más reconfortante para la persona con la que hace contacto. Tiene una personalidad amigable y se sabe que induce emociones positivas en contacto con humanos y otros organismos. Por lo tanto, a veces es utilizado como una herramienta por la Fundación SCP. Muchos científicos y miembros de la Fundación SCP afirman que SCP-999 es un hijo del Rey Escarlata (SCP-001) y que un día SCP-999 habrá crecido lo suficiente para enfrentarse a su padre y derrotarle según una profecía antigua sobre una civilización que hubo hace años.[4][5]

## Estilo de escritura
En la wiki de la Fundación SCP, la mayoría de las obras son artículos independientes que dicen ser los «procedimientos especiales de contención» de un determinado objeto SCP. En un artículo de procedimiento de contención estándar, a cada objeto SCP se le asigna un número de identificación único; ocasionalmente los sub-números se asignan a elementos relacionados con un objeto particular. A los diversos objetos SCP se les asigna una «clase de objeto» basada en la dificultad de contener al SCP.Ej:Seguro, Keter, Euclid... La documentación describe procedimientos de contención con medidas de seguridad adecuadas, luego describiendo el objeto SCP en cuestión. Además, varias imágenes, datos de investigación o actualizaciones de estado también se pueden adjuntar al documento. Los informes están escritos en un tono pseudocientífico y, a menudo, «censuran» información. A partir de abril de 2018, existen artículos para más de 3.700 objetos SCP; con frecuencia se agregan nuevos artículos.
Hasta la fecha, hay más de 8.000 objetos SCP documentados en la wiki.
La Fundación SCP contiene varios cientos de cuentos conocidos como «cuentos de la Fundación». Las historias están ubicadas dentro del mundo de la Fundación SCP, y con frecuencia se enfocan o hacen referencia al personal de la Fundación SCP o las entidades SCP. Gregory Burkart, escribiendo para Blumhouse Productions, notó que algunos de los «cuentos de la Fundación» tenían un tono oscuro y sombrío, mientras que otros eran «sorprendentemente alegres».
La Fundación SCP carece de un canon central, pero las historias en la wiki a menudo se vinculan entre sí para crear narrativas más grandes. Los colaboradores tienen la capacidad de crear «cánones», que son racimos de SCP y «cuentos de la Fundación» con ubicaciones similares, personajes y trama central. Muchos «cánones» tienen páginas centrales que explican su concepto básico y proporcionan información como líneas de tiempo y listas de personajes.
El género ha sido descrito como ciencia ficción, fantasía urbana y horror.

## Comunidad
La serie de la Fundación SCP se originó en el foro «paranormal» /x/ de 4chan, donde se publicó el primer procedimiento especial de contención, SCP-173, en 2007. Muchos otros procedimientos especiales de contención fueron creados poco después, inspirados por SCP-173. En enero de 2008, se creó una wiki independiente en el servicio de alojamiento del sitio web EditThis para mostrar los artículos SCP. El sitio web EditThis no tenía moderadores ni la capacidad de eliminar artículos. Los miembros se comunicaron a través de páginas de discusión de artículos individuales y la placa /x/; el sitio web carecía de un foro central de discusión. En julio de 2008, la serie de la Fundación SCP se transfirió a su sitio web actual Wikidot después de que EditThis cambiara a un modelo pago.
El sitio web actual de Wikidot contiene numerosas características estándar de la wiki, como búsquedas de palabras clave y listas de artículos. La wiki también contiene un centro de noticias, guías para escritores y un foro de discusión central. La wiki es moderada por equipos de personal; cada equipo es responsable de una función diferente, como alcance comunitario y disciplina. Los usuarios de Wikidot deben enviar una solicitud antes de que puedan publicar contenido. A cada artículo en la wiki se le asigna una página de discusión, donde los miembros pueden evaluar y proporcionar críticas constructivas sobre las historias enviadas. Las páginas de discusión son utilizadas frecuentemente por los autores para mejorar sus historias. Los miembros también tienen la capacidad de «promocionar» los artículos que les gustan y de «rechazar» los artículos que no les gustan; los artículos que reciban demasiados rechazos son eliminados. Los escritores de The Daily Dot y Bustle han notado que el sitio web mantiene estrictos estándares de control de calidad, y que el contenido sub-menor tiende a eliminarse rápidamente.
El sitio web de Wikidot organiza habitualmente concursos de escritura creativa para alentar las presentaciones. Por ejemplo, en noviembre de 2014, la Fundación SCP celebró un «Concurso de distopía» en el que se alentaba a sus miembros a enviar escritos sobre la Fundación establecidos en un mundo sombrío o degradado.
The Wanderer's Library es un sitio web asociado a la Fundación SCP. Está ambientado en el mismo universo que la Fundación SCP, pero consiste en historias fantásticas en lugar de informes científicos. La Fundación SCP también mantiene un foro en Reddit y una comunidad de juegos de rol. Además de la comunidad original en inglés, existen doce ramas oficiales de lengua extranjera.

## Recepción
La Fundación SCP ha recibido críticas en gran parte positivas. Michelle Starr de CNET elogió la naturaleza espeluznante de la serie. Gavia Baker-Whitelaw, escribiendo para The Daily Dot, elogió la originalidad de la Fundación SCP y la describió como «la escritura de horror más singularmente convincente en internet». Ella señaló que los procedimientos especiales de contención rara vez contenían gore gratuito. Más bien, el horror de la serie se estableció a menudo a través del estilo «pragmático» e «inexpresivo» de los informes, así como a través de la inclusión de detalles. Lisa Suhay, escribiendo para The Christian Science Monitor, también notó el «estilo irónico» de la Fundación SCP.
Alex Eichler, escribiendo para io9, señaló que la serie tenía diferentes niveles de calidad y que algunos de los informes eran aburridos o repetitivos. Sin embargo, elogió a la Fundación SCP por no ser demasiado oscura, y por contener informes más alegres. Además, elogió la amplia variedad de conceptos cubiertos en el informe, y señaló que la Fundación SCP contenía escritos que atraería a todos los lectores.
Winston Cook-Wilson, escribiendo para Inverse, comparó la Fundación SCP con los escritos del fallecido autor estadounidense H. P. Lovecraft. Al igual que Lovecraft, los archivos de casos de la Fundación SCP generalmente carecen de secuencias de acción y están escritos en un tono pseudoacadémico. Cook-Wilson argumentó que tanto las obras de Lovecraft como las de la Fundación SCP se vieron fortalecidas por las tensiones entre su tono científico desapegado y la naturaleza inquietante y horrorosa de las historias contadas.
Bryan Alexander, escribiendo en The New Digital Storytelling declaró que la Fundación SCP es posiblemente «el logro más avanzado de la narración wiki» debido al proceso a gran escala y recurrente a través del cual la base de usuarios de la Fundación SCP crea contenido literario.

## Obras derivadas
La Fundación SCP ha inspirado numerosos videojuegos independientes. SCP: Containment Breach, uno de los juegos más populares basados en la Fundación SCP, fue lanzado por el desarrollador finlandés Joonas Rikkonen el 15 de abril de 2012. El personaje del jugador es un personal de clase D de nombre desconocido que intenta escapar de una instalación de la Fundación después de que varios de los SCP contenidos son liberados durante una brecha de contención. El jugador debe evitar tanto a los guardias armados de la Fundación como a los SCP escapados, incluyendo a SCP-173. El juego incluye una función de parpadeo que hace que el jugador cierre los ojos y permita que SCP-173 se acerque. Actualmente, una adaptación cinematográfica de SCP: Containment Breach está en desarrollo.
Otros videojuegos incluyen a SCP-3008 (un planeado juego multijugador situado en SCP-3008) y SCP-087 (un juego de terror que involucra caminar sobre SCP-087).
En octubre de 2014, se presentó una obra teatral titulada «Welcome to the Ethics Committee» en el teatro Smock Alley en Dublín. La obra se centró en el comité de ética de la Fundación SCP, un organismo que intenta limitar los procedimientos de contención no éticos.
A mediados de 2016, el Glasgow New Music Expedition bajo la dirección de Jessica Cottis interpretó obras inspiradas en la Fundación SCP en el décimo aniversario de un festival anual de música contemporánea.